# 小田広昭
小田 広昭（おだ ひろあき、1956年6月3日 - ）は、日本の国土交通技官。川崎市副市長や、国土交通省中国地方整備局副局長を務めた。退官後、住宅生産団体連合会副会長。

## 人物・経歴
福岡県八幡市（現北九州市）生まれ。福岡県立東筑高等学校を経て、1980年九州大学工学部建築学科卒業。1982年九州大学大学院工学研究科修了、建設技官任官、建設省都市局都市政策課配属。1992年建設省建設経済局宅地開発課課長補佐。奈良県住宅課長、住宅・都市整備公団市街地企画課長、国土交通省企画専門官、国土交通省住環境整備室長等を経て、2008年内閣官房地域活性化統合事務局参事官。2009年から川崎市副市長を務め、殿町での特区構想などにあたった。2011年国土交通省大臣官房付。同年国土交通省都市局都市安全課長。2012年国土交通省中国地方整備局副局長。2013年住宅生産団体連合会参与。2014年住宅生産団体連合会専務理事。2019年住宅生産団体連合会副会長。2022年積水ハウス株式会社特別顧問